# Reflexo patelar
O reflexo patelar é um tipo de reflexo miotático, também conhecido como reflexo profundo ou reflexo tendineo. O teste do tendão patelar testa a função do nervo femoral e os seguimentos L2-L4 da medula espinhal.
A ausência ou diminuição deste reflexo é conhecida como sinal de Westphal.
O reflexo patelar é clinicamente usado para determinar a sensibilidade dos reflexos de estiramento (no joelho). Podemos testar o reflexo patelar simplesmente percutindo-se o tendão patelar com um martelo de reflexos; essa ação estira o músculo quadríceps e inicia um reflexo de estiramento dinâmico, fazendo a perna se estender subitamente para frente.
Podemos obter reflexos semelhantes em quase todos os músculos do corpo, percutindo-se o tendão do musculo, quanto o ventre do próprio músculo. Logo, o estiramento súbito dos fusos neuromusculares é tudo que é necessário para provocar um reflexo de estiramento.